# Pas Oriona

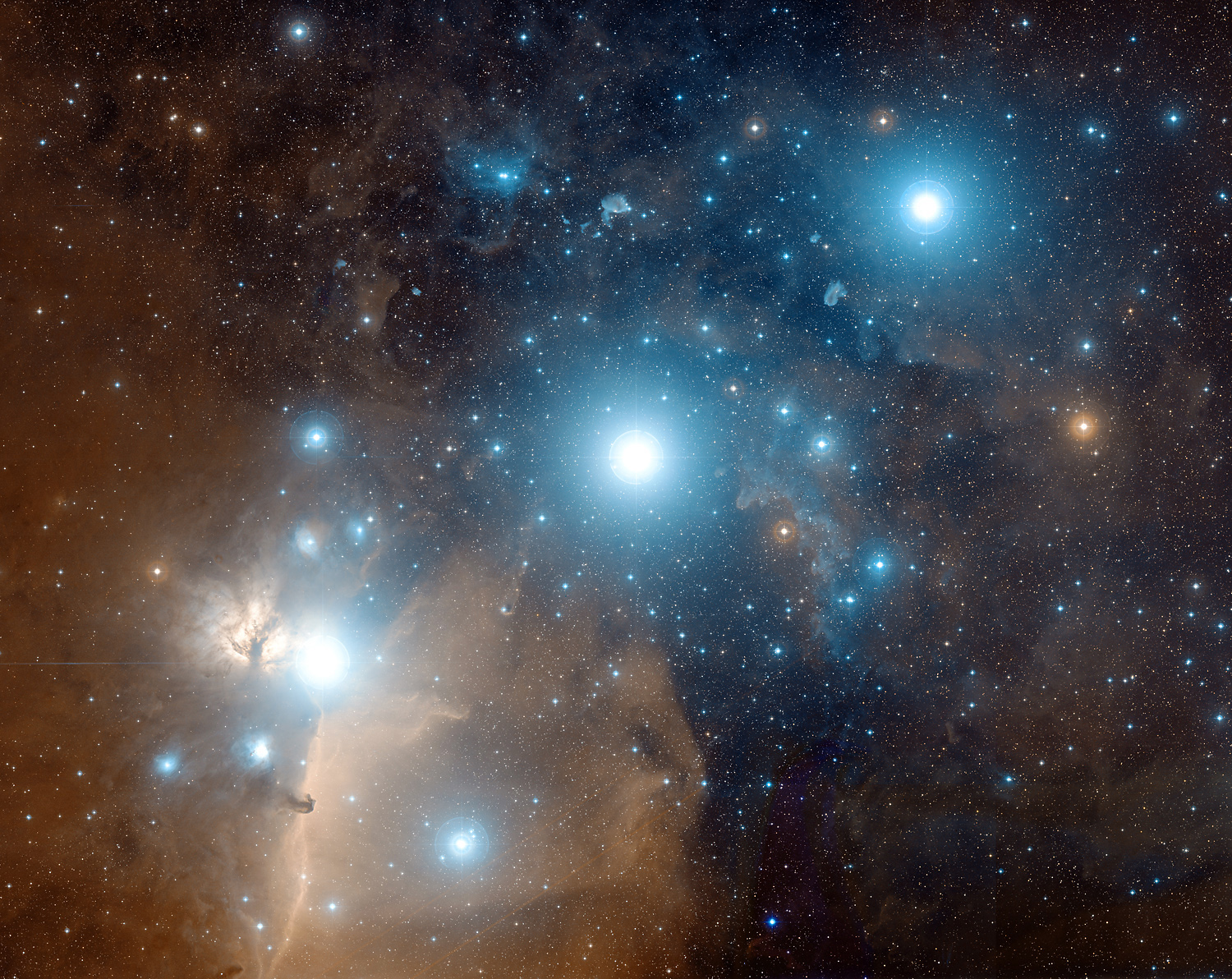
Pas Oriona - od lewej: Alnitak, Alnilam i Mintaka

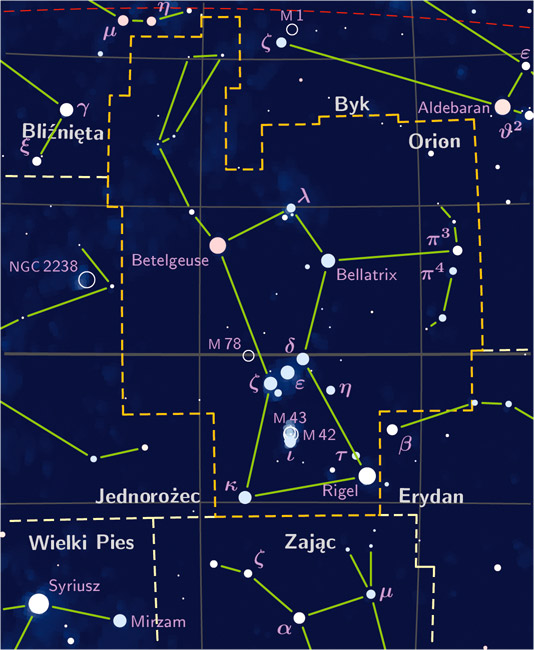
Gwiazdozbiór Oriona

Pas Oriona – asteryzm utworzony przez trzy jasne gwiazdy ζ Ori (Alnitak), ε Ori (Alnilam) i δ Ori (Mintaka), należące do gwiazdozbioru Oriona. Gwiazdy te to błękitne nadolbrzymy, gorętsze i znacznie masywniejsze od Słońca. Alnitak jest gwiazdą potrójną odległą od Ziemi około 817 lat świetlnych, Alnilam jest błękitnym nadolbrzymem, odległym od Ziemi około 1342 lata świetlne, a Mintaka jest gwiazdą wielokrotną, składającą się z czterech składników, odległą od Ziemi około 916 lat świetlnych.  Powstały w Obłoku Molekularnym w Orionie. Gwiazdy pasa Oriona widziane z Ziemi są ustawione prawie w jednej linii.
Przedłużenie pasa Oriona wskazuje na Syriusza na południowym wschodzie oraz na Aldebarana na południowym zachodzie (w kierunku zenitu).
W religii Słowian był atrybutem Welesa (tzw. Wołosożary). W wierzeniach chińskich łączono go natomiast z triadą Fu Lu Shou.